# Gian Francesco Giudice
Gian Francesco Giudice (25 de gener 1961) és un físic teòric italià que treballa en física de partícules i cosmologia al laboratori CERN, on és actualment (2016) el cap del Departament de Física Teòrica.

## Carrera acadèmica
Giudice es va llicenciar en físiques a la Universitat de Pàdua el 1984, i va obtenir el seu doctorat en física teòrica a l'Escola Internacional d'Estudis Avançats de Trieste el 1988. De 1988 a 1990 fou investigador associat al Fermi Laboratori d'Accelerador Nacional, a prop de Chicago. De 1990 a 1992 fou Fellow de recerca al Departament de Física de la Universitat de Texas a Austin, dins del grup dirigit per Steven Weinberg. Després d'obtenir una plaça a l'Istituto Nazionale di Fisica Nucleare d'Itàlia, el 1993 es va traslladar al CERN, on actualment dirigeix el departament de física teòrica. És acadèmic de l'Accademia Nazionale dei Lincei, del Istituto Veneto di Scienze, Lettere ed Arti i de l'Accademia Galileiana, i va rebre els premis Jacques Solvay en Físiques (2013), Distinguished Visiting Research Chair at Perimeter Institute for Theoretical Physics (2019), Sackler Distinguished Lecturer a la Universitat de Tel-Aviv (2020), Chandrasekhar Lecturer a l'Institut Tata de Recerca Fonamental (2022), Erwin-Schrödinger Professor a la Universitat de Viena (2023).

## Carrera de recerca
L'activitat de recerca de Giudice és centrada en les àrees de supersimetria, dimensions extres, física electrofeble, física de col·lisionadors, matèria fosca, i leptogènesi. Juntament amb el físic Riccardo Barbieri, va proposar un criteri àmpliament utilitzat per a provar el grau de naturalitat d'una teoria supersimètrica amb trencament de simetria electrofeble. Va co-inventar el mecanisme Giudice-Masiero d'explicació del problema mu en supergravetat. Ha fet contribucions fonamentals a la construcció de mediació gauge, i és coautor dels primers papers que proposen la mediació anòmala i ruptura de supersimetria. És un del proponents d'un mètode per computar efectes quàntics en teories amb trencament de supersimetria mitjançant la continuació analítica al superespai, i d'un mètode per descriure interaccions de gravitó en teories amb dimensions espacials extres. Desprésdee la descoberta del bosó de Higgs, va computar la probabilitat que el buit electrofeble experimenti un efecte túnel quàntic, trobant el resultat sorprenent que l'univers es troba en un estat inestable.
Giudice ha participat activament en projectes d'acceleradors de partícules al CERN i d'altres laboratoris al món. Ha coordinat grups d'estudi per LEP, Tevatron, la Fàbrica de Neutrí, LHC, CLIC, SuperB i ha participat en el comitè de seguretat de col·lisions a l'LHC. És membre del Comitè d'Experiments de l'LHC, el cos que revisa l'activitat dels grups experimentals a l'LHC, i del Comitè europeu per Acceleradors Futurs, l'organisme de consell per a les activitats experimentals futures en física d'altes energies a Europa.
A més la seva feina de recerca, Giudice és un actiu divulgador de ciència i de física de partícules. És l'autor de Zeptospace Odyssey, un llibre de popularització de la física de l'LHC, finalista del Premi Literari Galileo 2012 en ciència popular i del Premi Pianeta Galileo 2013. El llibre, escrit en anglès, ha estat traduït a l'italià, alemany, francès, castellà, i coreà.